# Temple d'Apollon Patroos
Le temple d'Apollon Patroos est un temple bâti sur l'Agora d'Athènes dans le troisième quart du IVe siècle av. J.-C. Selon Aristote dans sa Constitution d'Athènes, le surnom de « Patroos » aurait été donné au dieu par les Athéniens après l'établissement de Ion dans leur cité. 
Un torse monumental en marbre avec un chiton long, trouvé près du temple et exposé dans le portique d'Attale, fut reconnu comme la statue d'Apollon Patroos. Le sekos communiquait par le nord avec une petite pièce, l’adyton peut-être ou un sanctuaire intérieur.

Le temple d'Apollon Patroos, sur le plan de l'agora d'Athènes à l'époque classique, correspond au no 5.